# Wasteland 3

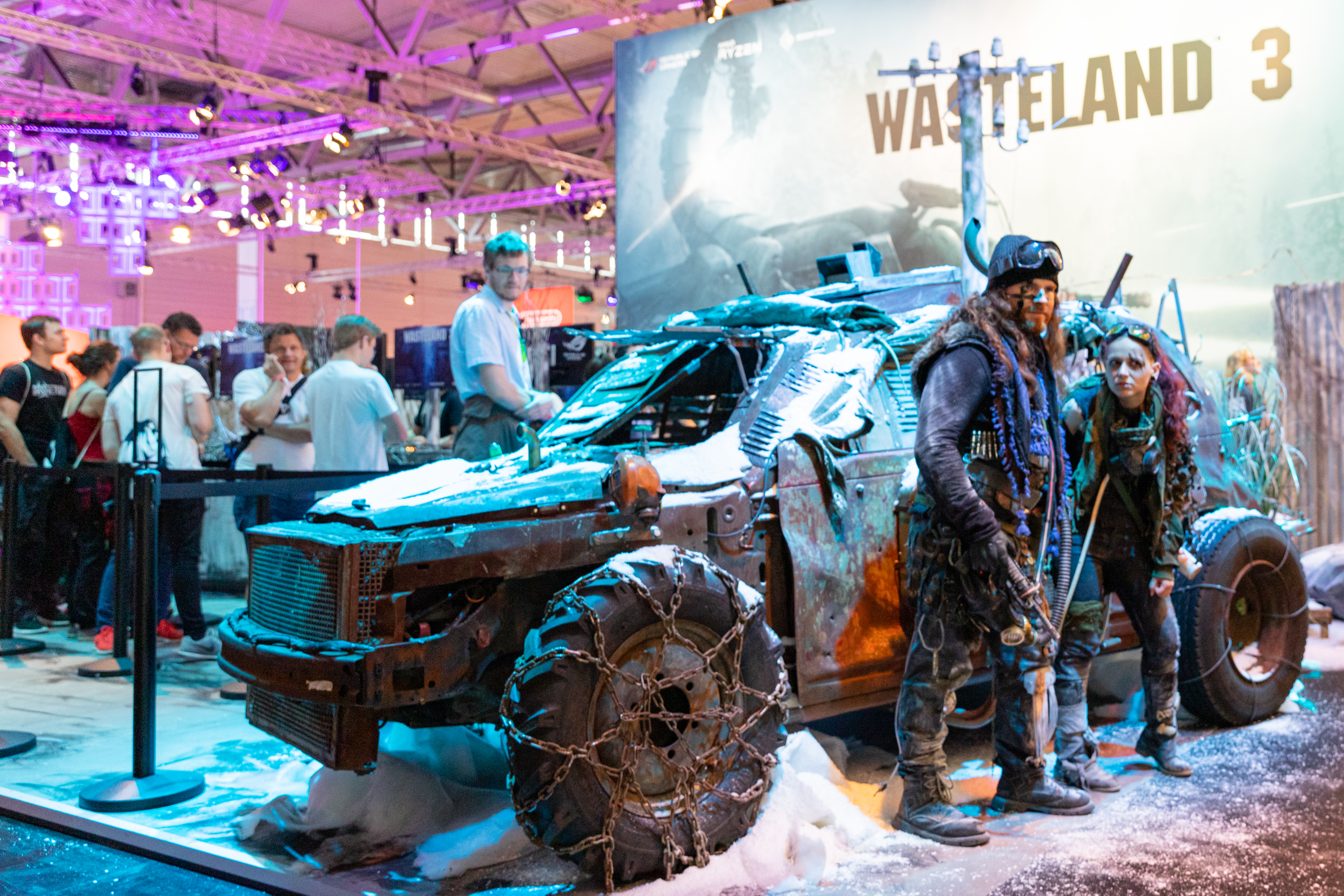
Stand auf der Gamescom 2019

Wasteland 3 ist ein postapokalyptisches Computer-Rollenspiel, das von inXile Entertainment entwickelt wurde. Es ist der Nachfolger von Wasteland 2 und wurde am 28. August 2020 für Windows, macOS, Linux, PlayStation 4 und Xbox One veröffentlicht.

## Spielprinzip
Wasteland 3 ist ein Rollenspiel mit rundenbasiertem Kampf auf Squad-Basis (d. h. der Spieler steuert eine Gruppe von Spielfiguren). Das Spiel wird in einer isometrischen Perspektive dargestellt und bietet einen synchronen sowie asynchronen Mehrspielermodus. Die Kampagne kann mit einem weiteren Teilnehmer kooperativ gespielt werden. Der Spieler muss immer wieder Entscheidungen treffen, die unterschiedliche Auswirkungen auf Spielwelt und Geschichte haben sowie optionale Pfade eröffnen können. Am Ende muss man sich etwa entscheiden, ob man für oder gegen den ursprünglichen Auftraggeber kämpft. Mit Kodiak steht ein Fahrzeug zur schnelleren Fortbewegung zur Verfügung, das mit gesammelten Ressourcen aufgerüstet werden kann. Kodiak kann ebenfalls im Kampf eingesetzt werden und dient als Lager für Ausrüstung und Materialien. Waffen, Rüstungen und Fähigkeiten der Spielfiguren können ebenfalls verbessert werden.

## Handlung
Wasteland 3 ist in den eisigen Ödländern des postapokalyptischen Colorado angesiedelt und setzt die Geschichte der ersten Titel fort. Im letzten Spiel musste man sich im Konflikt um immer knapper werdende Ressourcen, allen voran Nahrung und Wasser, für eine von zwei Fraktionen entscheiden – „Highpool“ oder „AG Center“ – um die durch die Ranger etablierte Ordnung zu wahren. Der Spieler konnte dabei nur eine der beiden Gruppen retten, was Dankbarkeit von der einen und Missgunst von der anderen Seite einbrachte.
Im dritten Teil übernimmt man zu Beginn des Spiels die Kontrolle über die beiden letzten überlebenden Mitglieder vom Team November, einem Ranger-Trupp, dessen übrige Mitglieder in einem Hinterhalt getötet wurden. Die zwei Überlebenden sind gezwungen, mit dem sogenannten „Patriarchen“ zusammenzuarbeiten, der die Gegend unter seiner Kontrolle hat, um seine Unterstützung zu gewinnen.
Die Macht des Patriarchen wird von drei Konkurrenten bedroht, die sich von ihm losgesagt haben und um seine Nachfolge kämpfen. Der Spieler erhält vom Patriarchen den Auftrag, die drei auszuschalten und damit seine Machtposition zu sichern. Im Laufe der Geschichte wird das Ausmaß der Brutalität deutlich, mit der der Patriarch seine Stellung zu halten versucht. Man begegnet Angela Deth, einem NPC der bereits in den ersten beiden Teilen auftrat, die den Spieler ebenfalls um Hilfe bittet. Sie führt eine Rebellion an, um den aktuellen Machthaber zu stürzen. Am Ende steht man vor der Wahl, entweder die ursprüngliche Abmachung mit dem Patriarchen einzuhalten, oder sich der Rebellion anzuschließen und ihn zu stürzen.

## Entwicklung
Wasteland 3 wurde im September 2016 von inXile Entertainment angekündigt. Wie bei Wasteland 2 startete inXile für die entstehenden Entwicklungskosten von Wasteland 3 eine Crowdfunding-Kampagne. Nach einigen Kickstarter-Projekten entschied sich inXile für Fig. Die Crowdfunding-Kampagne wurde im Oktober 2016 gestartet und einen Monat später mit über 3 Mio. USD abgeschlossen.
Wasteland 3 wird mit der Unity-Engine entwickelt. Das Entwicklerteam besteht aus Leuten, die an Torment: Tides of Numenera (2017) gearbeitet haben.
Das Spiel sollte ursprünglich im vierten Quartal 2019 für Windows, macOS, Linux, PlayStation 4 und Xbox One veröffentlicht werden. Nachdem Microsoft das Unternehmen übernommen hatte, stellte inXile mehr Mitarbeiter für die Entwicklung von Wasteland 3 ein und verschob das Veröffentlichungsdatum auf Anfang 2020. Wegen der COVID-19-Pandemie wurde die Veröffentlichung ein weiteres Mal auf August 2020 verschoben.

## Soundtrack
Die Musik wurde von Mark Morgan komponiert, Mary Ramos war als Music Supervisor beteiligt. Morgan hatte bereits zum Soundtrack von Wasteland 2 beigetragen, Ramos ist bekannt für ihre Arbeit als Music Supervisor für Quentin Tarantino. Als Leitmotiv galt die Idee, dass zukünftige Zivilisationen keinen Kontext für die Bedeutung oder Absicht eines Musikstücks oder Textes haben. Der Soundtrack setzt sich zum großen Teil aus verzerrten oder verstörenden Coverversionen bekannter Lieder zusammen. Enthalten sind beispielsweise „postapokalyptische“ Interpretationen von Everbody Have Fun Tonight, Land of Confusion, Welcome Back (Kotter) oder die Titelmelodie der Fernsehserie Green Acres, sowie US-amerikanische religiöse Hymnen und patriotische Lieder, etwa The Battle Hymn of the Republic.

## Rezeption
Wasteland 3 erhielt überwiegend positive Kritiken. Laut Wertungsaggregator Metacritic erreicht das Spiel für Windows 85 von 100 Punkten, aufbauend auf 60 Kritiken. Aus 523 Nutzerbewertungen ergibt sich mit 7,7 aus 10 Punkten ein niedrigerer Stand (September 2023). Im Katalog von MobyGames hat der Titel einen „Moby Score“ von 8,2. Basierend auf 30 Kritikermeinungen ergibt sich eine durchschnittliche Bewertung von 84 % (September 2023).
Laut dem deutschsprachigen Computerspielmagazin GameStar ist das Spiel polierter als der Vorgänger, aber technisch etwas unausgereift. Während die GameStar allerdings trotzdem mit 85 von 100 möglichen Punkten wertet, straft 4Players den Titel aufgrund der Bugs in der Wertung mit 68 % für die PC-Version und 34 % für die Konsolen-Ausgaben ab.

„Dieses Rollenspiel hat mich als Liebhaber in vielen Punkten überzeugt, aber ist in diesem Zustand voller Bugs und Abstürze einfach nur mangelhaft.“

Auch wenn Wasteland 3 kaum neue Elemente zur bestehenden Formel taktischer Rollenspiele hinzufüge, machten die „beeindruckende Entscheidungsfreiheit“, der „düstere und raue Humor“ sowie die „befriedigenden Kämpfe“ das Spiel zu einem der „denkwürdigsten Beiträge des Genres“. Weiter hält Leif Johnson für IGN fest, dass die große Welt bis zu 60 Stunden Spielzeit voller einprägsamer Momente biete.